# The Individualist
Albums de TR-i (Todd Rundgren)
No World Order
(1993) With a Twist...
(1997)
The Individualist est un album de Todd Rundgren sorti en 1995, son second et dernier sous le pseudonyme « TR-i ».

## Titres
Toutes les chansons sont écrites et composées par Todd Rundgren.
| 1.    | Tables Will Turn         | 8:51 |
| 2.    | If Not Now, When?        | 4:42 |
| 3.    | Family Values            | 6:42 |
| 4.    | The Ultimate Crime       | 4:37 |
| 5.    | Espresso (All Jacked Up) | 5:51 |
| 6.    | The Individualist        | 7:30 |
| 7.    | Cast the First Stone     | 5:06 |
| 8.    | Beloved Infidel          | 4:11 |
| 9.    | Temporary Sanity         | 6:24 |
| 10.   | Woman's World            | 9:32 |
| 63:26 |                          |      |